# Stand by Me (오아시스의 노래)
〈Stand by Me〉는 리드 기타리스트인 노엘 갤러거가 작곡한 영국의 록 밴드 오아시스의 곡이다. 이 곡은 이 밴드의 세 번째 음반인 《Be Here Now》에서 발매된 두 번째 싱글이다.
이 노래는 1997년 9월 영국 차트에서 2위를 차지했는데, 최고 기록을 세우며 웨일스 공작부인 다이애나를 기리기 전, 기록적인 엘튼 존의 싱글 〈Candle in the Wind 1997〉에 의해 최고조에 올랐다. 그럼에도 불구하고, 〈Stand by Me〉는 영국에서 여전히 골드를 땄다. 그 곡은 1997년 영국에서 연말 차트 46위로 끝이 났다. 이 노래는 아일랜드에서도 2위에 올랐으며 핀란드, 이탈리아, 노르웨이, 스페인, 스웨덴에서 상위 10위에 올랐다.

## 역사
노엘 갤러거가 처음으로 런던으로 이사왔을 때 식중독으로 고통 받는 동안 이 곡을 썼다고 주장한다. 그의 어머니 페기는 그에게 전화를 걸어 그를 확인했고 그가 제대로 먹고 있는지 확인하라고 반복해서 말했다. 이것은 갤러거가 자신에게 적절한 영국식 일요일 저녁을 요리하도록 자극했고, 이것은 식중독을 일으켰다. 1997년 《Be Here Now》를 홍보하는 인터뷰에서 노엘 갤러거는 다음과 같이 말했다. "식사를 만들어 일요일에 토하기 시작했지. 내가 처음으로 런던으로 이사왔을 때, 엄마는 계속 전화를 하고 내가 제대로 먹고 있는지 물었어. 그래서 내가 '네, 엄마. 그래서 선데이 로스트를 요리해서 먹고 식중독으로 이틀 동안 토해냈어요.' 그 후 난 팟 누들로 돌아왔어."
이 곡의 제목은 갤러거의 우상 존 레논이 부른 〈Stand by Me〉에서 유래했을 것이다.

## 참여 인원
- 리암 갤러거 - 보컬
- 노엘 갤러거 - 리드 기타, 백 보컬
- 폴 아서스 - 리듬 기타
- 폴 맥기건 - 베이스 기타
- 앨런 화이트 - 드럼
- 인증되지 않음 - 오케스트라

## 인증
| 국가                               | 인증     | 판매량/출하량 |
| ---------------------------------- | -------- | ------------- |
| 이탈리아 (FIMI)                    | 골드     | 25,000        |
| 영국 (BPI)                         | 플래티넘 | 600,000       |
| 판매량+스트리밍을 기반으로 한 인증 |          |               |